# Lissonota danielsi
Lissonota danielsi là một loài tò vò trong họ Ichneumonidae.